# Orges (Suíça)
Orges é uma comuna da Suíça, situada no distrito de Jura-Nord Vaudois, no cantão de Vaud. Tem 4,02 km² de área e sua população em 2018 foi estimada em 333 habitantes.